# Administrateur système
 (août 2022).
Si vous disposez d'ouvrages ou d'articles de référence ou si vous connaissez des sites web de qualité traitant du thème abordé ici, merci de compléter l'article en donnant les références utiles à sa vérifiabilité et en les liant à la section « Notes et références ».
En  informatique, le titre d'administrateur systèmes  désigne la personne responsable des serveurs d'une organisation (entreprise, association, administration).
Il travaille au sein d'une DSI (direction des systèmes d'information) ou d'une SSII (société de services en ingénierie informatique). L'administrateur systèmes intervient auprès du DSI (directeur des systèmes d'information), des DBA (Database Administrator, administrateur de bases de données), des administrateurs réseau, des webmestres et apparentés, des développeurs, des responsables bureautique (postes de travail) et enfin des usagers. Il est responsable de la disponibilité des informations au sein de son entreprise. Son rôle ne se limite pas à la résolution des problèmes, mais il doit proposer des solutions en adéquation avec les besoins de son client.

## Tâches de l'administrateur systèmes
Les attributions classiques de l'administrateur sont les suivantes :
- l'installation et la désinstallation de serveurs ;
- le paramétrage des serveurs ;
- le maintien des serveurs ;
- la mise à jour ;
- l'évolution ;
- la sauvegarde ;
- la restauration ;
- la planification ;
- la supervision ;
- le conseil ;
- le support des serveurs;
- la veille technologique dans le périmètre technique des matériels et logiciels de type serveur, principalement les systèmes d'exploitation.

Il a parfois la tâche de l'administration du réseau et/ou de l'administration des bases de données dans des organisations de petite taille.

## Compétences
Les savoir-faire en administration des systèmes incluent la connaissance des systèmes d'information et de la manière dont les gens les utilisent dans une organisation. Ceci comprend à la fois une certaine connaissance des systèmes d'exploitation et des logiciels applicatifs, ainsi que le dépannage matériel et logiciel.
Toutefois, la compétence la plus importante pour un administrateur de système est la résolution des incidents. On fait souvent appel à un administrateur quand un système d'information ne fonctionne plus ou mal, celui-ci doit être capable de faire un diagnostic exact et rapide du dysfonctionnement, puis de trouver le meilleur moyen d'y remédier.
Les administrateurs système ne sont pas des architectes logiciels ni des développeurs. En général, on ne leur donne pas de missions de conception et d'implémentation de nouvelles applications. Néanmoins, ils doivent comprendre le comportement des logiciels afin de les déployer et de régler différents problèmes les touchant. La connaissance de différents langages de programmation de scripts et d'automatisation de routines (Powershell, Bash et Perl ou Python) leur est souvent nécessaire.
Dans le cas des systèmes connectés à Internet ou des systèmes métier fortement critiques, un administrateur doit être compétent en sécurité informatique. Ceci inclut non seulement le déploiement de correctifs, mais aussi prévenir les pannes et autres problèmes de sécurité. Dans certaines organisations, il existe un administrateur système spécialisé en sécurité qui s'occupe des pare-feu et des systèmes de détection d'intrusion mais les administrateurs sont généralement responsables de la sécurité dans leur service.

## Formation
Il n'y a pas de voie toute tracée pour devenir administrateur système. Beaucoup d'entre eux ont un diplôme dans une branche de l'informatique. Certains établissements offrent des options dans le cadre d'une formation générale en informatique. La formation professionnelle pour adulte permet d'obtenir un BAC+2 dans cet objectif, exemple : AFPA TSGERI
À cause de la nature pratique de l'administration des systèmes et de la large disponibilité des logiciels serveur libres, certains administrateurs sont des autodidactes.
En général, une personne aspirant à un poste d'administrateur système aura besoin d'expérience sur le type de système qu'elle souhaite gérer. Dans certains cas, on s'attend à ce que les candidats soient titulaires d'une certification telle que : Microsoft Certified Systems Administrator, Microsoft Certified System Engineer, Red Hat Certified Engineer, Linux Professional Institute…
Parfois, dans des organisations de petite taille, le rôle d'administrateur peut être confié à un utilisateur expérimenté en plus (ou en remplacement) de ses attributions. Par exemple, il n'est pas rare qu'un professeur de mathématiques ou de technologie soit administrateur système de son collège ou de son lycée.